# Shaun Murphy (jugador de snooker)
Shaun Murphy (Harlow, Inglaterra, 10 de agosto de 1982) es un jugador de snooker inglés, ganador de doce títulos de ranking.

## Carrera deportiva
Apodado «el Mago», destaca por su destreza en el manejo. Se impuso en el Campeonato Mundial de 2005, al que había llegado tras superar las rondas clasificatorias. En la final del Crucible Theatre se impuso a Matthew Stevens. Ha conseguido, hasta el momento, ocho tacadas máximas.
En 2019 ganó el Campeonato de China.

## Palmarés

### Torneos de ranking (10)
- Campeonato Mundial - 2005
- Campeonato del Reino Unido - 2008
- Masters de Europa - 2007
- Players Championship - 2011, 2023
- Abierto Mundial - 2014
- World Grand Prix - 2016
- Abierto de Gibraltar - 2017
- Campeonato de China - 2019
- Abierto de Gales - 2020

### Torneos de ranking menor (4)
- Players Tour Championship (Evento 2) - 2010
- Abierto de Gdynia - 2014
- Abierto de Bulgaria - 2014
- Ruhr Open - 2014

### Torneos no de ranking (11)
- The Masters - 2015, 2025
- Torneo de campeones - 2017
- Premier League Snooker - 2001
- Masters Qualifying Event - 2000
- Challenge Tour (Evento 3) - 2001
- Challenge Tour (Evento 4) - 2001
- European Masters - 2008
- World Series of Snooker - 2009, 2010
- Wuxi Classic - 2010
- Brasil Masters - 2011

### Torneos pro-am (2)
- Paul Hunter Classic - 2008, 2009

### Torneos amateur (1)
- English Open - 2000